# هیرومو کامادا
هیرومو کامادا (ژاپنی: 鎌田 大夢؛ زادهٔ ۲۳ ژوئن ۲۰۰۱) یک بازیکن فوتبال اهل ژاپن است.
از باشگاه‌هایی که در آن بازی کرده‌است می‌توان به باشگاه فوتبال فوکوشیما یونایتد اشاره کرد.